# Biblioteka Publiczna Gminy Nowe Miasto nad Wartą
Biblioteka Publiczna Gminy Nowe Miasto nad Wartą – biblioteka działająca na obszarze gminy Nowe Miasto nad Wartą. Biblioteka jest samorządową instytucją kultury, której organizatorem jest Gmina Nowe Miasto nad Wartą. Biblioteka służy rozwijaniu i zaspokajaniu potrzeb oświatowych, kulturalnych i informacyjnych mieszkańców gminy Nowe Miasto nad Wartą oraz uczestniczy w upowszechnianiu wiedzy i rozwoju kultury.

## Struktura
W skład biblioteki wchodzą:
- biblioteka główna (ul. Poznańska 8a, Nowe Miasto nad Wartą), w której mieszczą się:
  - wypożyczalnia dla dorosłych
  - czytelnia
  - oddział dla dzieci
- dwie filie biblioteczne w[2]:
  - Chociczy (ul. Leśna 1)
  - Boguszynie (ul. Śremska 29a)

## Działalność animacyjna i edukacyjna

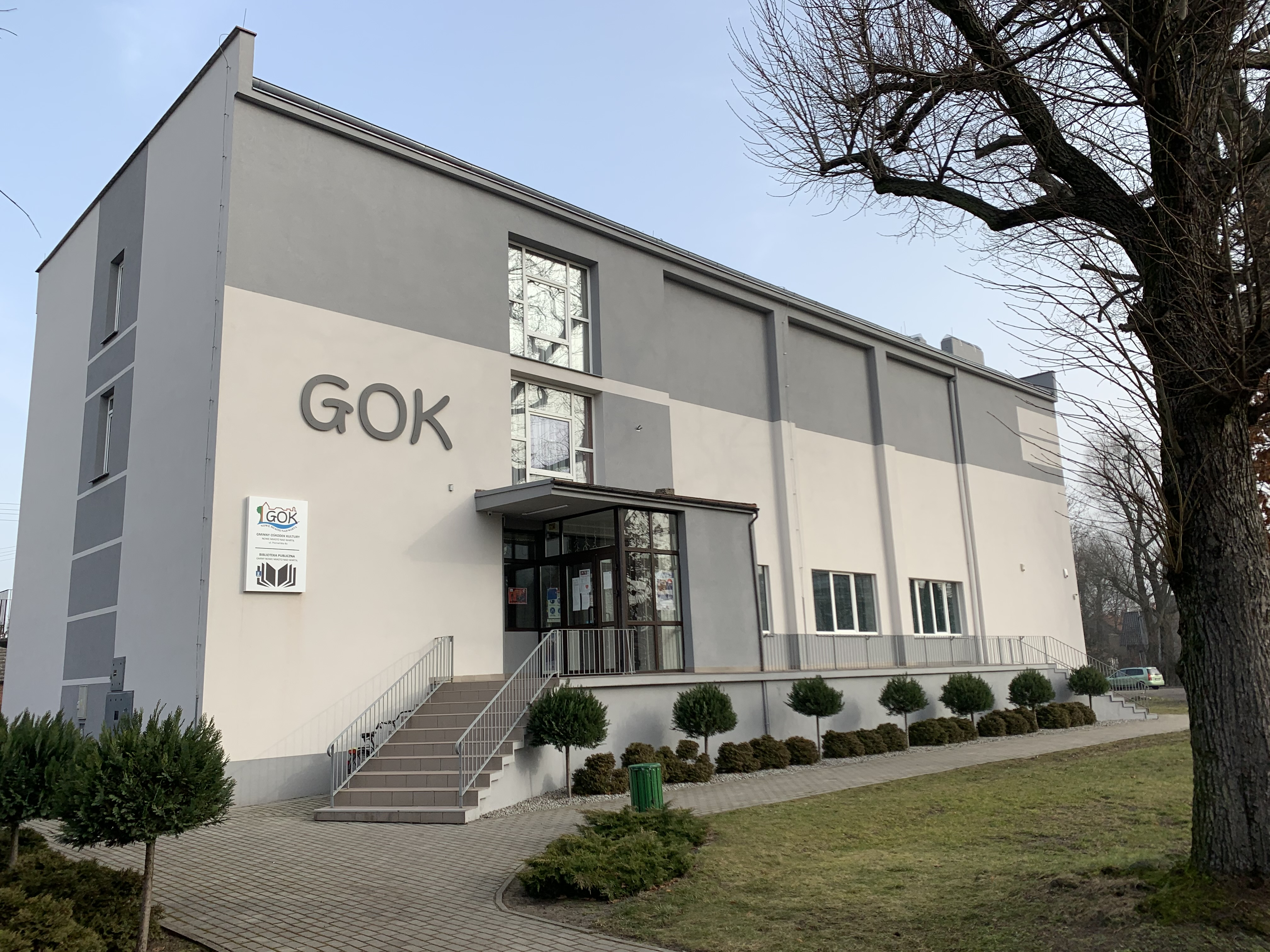
Biblioteka Publiczna Gminy Nowe Miasto nad Wartą – główna siedziba

Biblioteka Publiczna Gminy Nowe Miasto nad Wartą zajmuje się promocją czytelnictwa, organizuje wykłady i prelekcje oraz spotkania autorskie, prowadzi regularne comiesięczne lekcje biblioteczne dla wszystkich przedszkoli i szkół z terenu gminy. Każda z placówek ma w swojej ofercie szereg cyklicznych zajęć dla czytelników i użytkowników. Biblioteka uczestniczy również w takich akcjach jak: Dyskusyjne Kluby Książki, Odjazdowy bibliotekarz, Narodowe czytanie, Noc bibliotek, Uczymy dzieci programować, Kultura w drodze.
Od 2020 roku przy bibliotece działa Klub regionalistyczno-krajoznawczy DOLIWA, którego głównym celem jest gromadzenie, opracowanie i upowszechnianie wszelkich regionaliów dotyczących gminy, a także działalność krajoznawczo-turystyczna. Biblioteka ma również swój zasób cyfrowy w Wielkopolskiej Bibliotece Cyfrowej oraz Otwartym Systemie Archiwizacji.
Biblioteka pozyskuje również środki z programów zewnętrznych na realizację działań integrujących społeczeństwo m.in. ze środków Ministerstwa Kultury i Dziedzictwa Narodowego, Fundacji Orlen, Muzeum Historii Polski w Warszawie.

## Księgozbiór

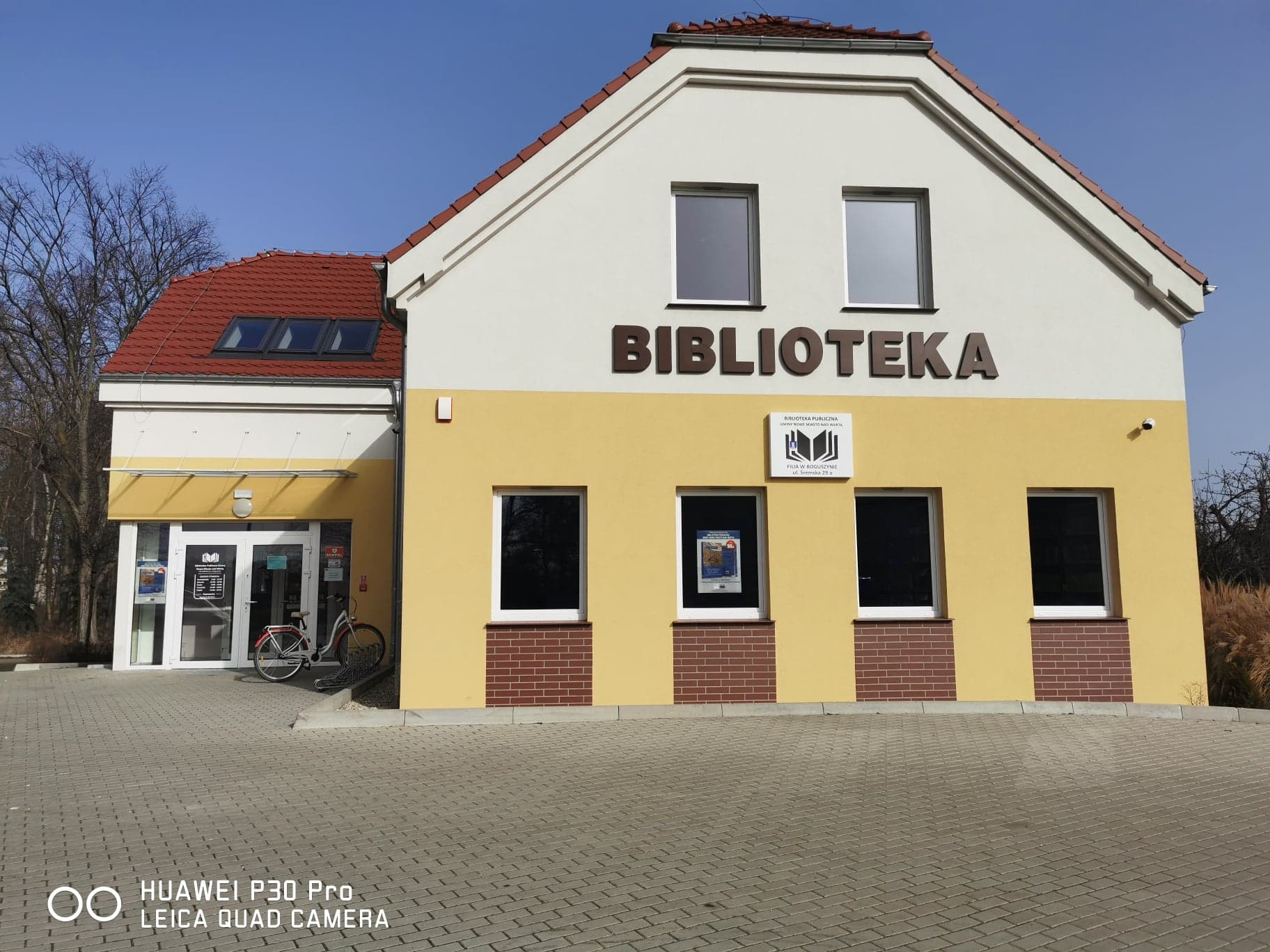
Filia w Boguszynie

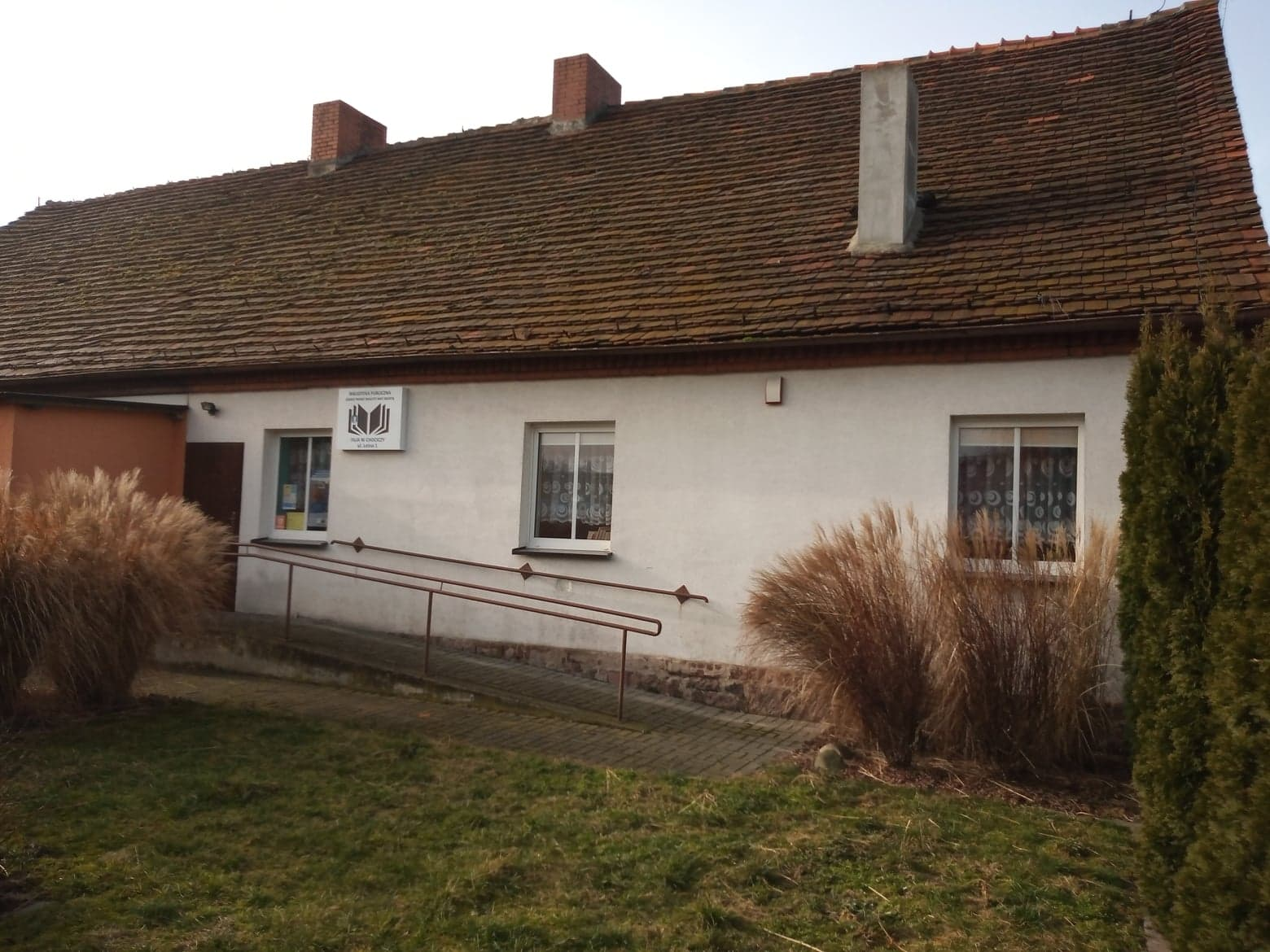
Filia w Chociczy

Księgozbiór Biblioteki Publicznej Gminy Nowe Miasto nad Wartą liczył na koniec 2020 r. 49 264 woluminów, a średni wpływ roczny to ok. 1300-1400 egz.
Są to książki z literatury pięknej, literatury popularnonaukowej oraz naukowej, a także literatura dziecięca – w tym również popularnonaukowa dla dzieci. W zbiorach instytucji znajduje się również bogaty księgozbiór regionalny.
- Inwentarz Wypożyczalni dla dorosłych to ponad 20 500 wol.
- Inwentarz Oddziału dla dzieci liczy blisko 9000 wol.
- Inwentarz Filii w Boguszynie to ponad 9600 wol.
- Inwentarz Filii w Chociczy to ok. 10 300 wol.

Zbiory biblioteki to także inne materiały takie jak: audiobooki, płyty CD, mapy, gry oraz dokumenty życia społecznego.
Katalog biblioteki jest skomputeryzowany i dostępny online w systemie bibliotecznym SOWA SQL.

## Historia
- 1947 – zaczął funkcjonować punkt biblioteczny, założony przez Powiatową Bibliotekę Publiczną w Jarocinie.
- 1948 – przygotowano lokal i gromadzono księgozbiór dla mającej powstać biblioteki.
- 16 stycznia 1949 – oficjalne otwarcie Gminnej Biblioteki Publicznej w Nowym Mieście nad Wartą. Mieściła się w budynku Prezydium Gminnej Rady Narodowej przy ul. Poznańskiej 12. Biblioteka liczyła wówczas 922 woluminy, pod koniec 1950 r. liczba ta wzrosła do 1831 tomów.
- 1955 – przekształcenie biblioteki gminnej w Gromadzką Bibliotekę Publiczną.
- 1958 – przeniesiono bibliotekę do budynku przy narożniku ul. Polnej i ul. Kościelnej.
- 1972 – przeprowadzka biblioteki do domu przy Zielonym Rynku 13.
- 1973 – przekształcono bibliotekę gromadzką w Bibliotekę Publiczną Gminy Nowe Miasto nad Wartą z filiami w Boguszynie i Kolniczkach oraz wydzielono w bibliotece nowomiejskiej oddział dla dzieci.
- 1975 – utworzono Filię w Chociczy.
- 1977 – bibliotekę przeniesiono do budynku Gminnego Ośrodka Kultury przy ul. Poznańskiej 8a.
- 1979 – nastąpiła likwidacja filii w Kolniczkach.
- 1979 – powstała filia w Klęce, która przejęła księgozbiór filii w Kolniczkach.
- 1987 – powiększono lokal biblioteki o czytelnię.
- 1990 – biblioteka została przekształcona w jednostkę samorządową, finansowaną z budżetu gminy.
- 1994 – zakupiono komputer i program SOWA do tworzenia komputerowej bazy danych o księgozbiorze biblioteki.
- 1996 – zlikwidowano filię w Klęce.
- 1999 – uruchomiono wypożyczenia w systemie komputerowym w wypożyczalni dla dorosłych w Nowym Mieście nad Wartą.
- 2001 – biblioteka zdobyła nagrodę ufundowaną przez Marszałka Województwa dla najlepszej biblioteki gminnej w 2000 roku.
- 2002 – w wyniku przyjętego wcześniej statutu biblioteka stała się instytucją kultury.
- 2004 – opublikowano w formie wydruku komputerowego „Bibliografię Gminy Nowe Miasto nad Wartą do 2004 roku”. Uruchomiono wypożyczenia komputerowe w filii w Chociczy.
- 2007 – biblioteka otrzymała nagrodę w konkursie dla bibliotek województwa wielkopolskiego na najlepszą ofertę działań marketingowych pn. „Biblioteka Jutra – Dziś” w kategorii bibliotek gminnych.
- 2008 – uruchomiono wypożyczenia w systemie komputerowym w filii w Boguszynie.
- 2009 – biblioteka zakwalifikowała się do Programu Rozwoju Bibliotek[6] jako biblioteka wiodąca.
- 2019 – otwarto budynek nowo wybudowanej filii w Boguszynie.
- 2020 – nagroda Samorządu Województwa Wielkopolskiego w XXI. edycji Konkursu „Działania proekologiczne i prokulturowe w ramach strategii rozwoju województwa wielkopolskiego” (Niepodległe Nowe Miasto nad Wartą).
- 2021 – nagroda Samorządu Województwa Wielkopolskiego w XXI. edycji Konkursu „Działania proekologiczne i prokulturowe w ramach strategii rozwoju województwa wielkopolskiego” (Na wielkopolskim szlaku - spotkania i wyprawy regionalistyczne z pasją).

Źródło: Biblioteka Publiczna Gminy Nowe Miasto nad Wartą.

### Kierownicy i dyrektorzy biblioteki
- Wanda Koch (1947-1950)
- Helena Guszczak (1950-1954)
- Irena Chęcińska (1955-1978)
- Halina Czarny (1978-2004)
- Krystyna Muzolf (2004-2016)
- Małgorzata Pacholska (2016-2021)
- Monika Buchwald (2021- )

## Publikacje
- 2020 – „Dzieje kościoła pw. Św. Trójcy oraz dworu w Nowym Mieście nad Wartą”. Publikacja autorstwa Dariusza Andrzejczaka oraz Witolda Miedziaka.
- 2018 – „Drogi do niepodległości: o Nowym Mieście nad Wartą i okolicach w latach 1793–1920”. Wydana w stulecie odzyskania przez Polskę niepodległości. Zawiera dwie części: „Pod pruskim zaborem” autorstwa Haliny Czarny oraz „Marsz ku wolności” Mieczysława Rzepki.
- 2013 – „Pamiątki czasu – magiczne zakątki Gminy Nowe Miasto nad Wartą”. Książka o Boguszynie, Dębnie, Klęce, Kruczynie, Skoraczewie oraz Szypłowie z wierszami Urszuli Kozłowskiej oraz z ilustracjami dzieci, które uczestniczyły w lipcowych warsztatach plastycznych w plenerze pod kierunkiem Elżbiety Krygowskiej – Butlewskiej, z grafikami Dariusza Paszkiewicza.
- 2013 – „Krzyże, figury i kapliczki przydrożne w gminie Nowe Miasto nad Wartą”, publikacja autorstwa Haliny Czarny.
- 2012 – „Walory przyrodnicze Ziemi Nowomiejskiej”. Ilustrowany przewodnik opisujący florę i faunę okolicy.
- 2012 – książka kucharska „Smaki dzieciństwa – tradycje kuchni wielkopolskiej”. Publikacja zawiera 59 tradycyjnych, wielkopolskich przepisów kulinarnych.
- 2009 – „Nowe Miasto nad Wartą i okolice w rysunkach Władysława Kościelniaka z lat 1990–2005”, zawiera 18 grafik ciekawych zakątków gminy.
- 2004 – „Bibliografia Gminy Nowe Miasto nad Wartą: wybór”, oprac. Halina Czarny. Bibliografia zawiera 2401 opisów bibliograficznych dotyczących Gminy Nowe Miasto nad Wartą.
- 2003 – „Nowe Miasto nad Wartą i okolice na dawnych pocztówkach: widokówki z lat 1899–1918”. Publikacja autorstwa Eugeniusza Czarnego.
- 2000 – „Nowomiejskie legendy i podania”. Tomik zawiera opowieści zebrane przez uczniów i dorosłych mieszkańców gminy, które przetrwały w pamięci mieszkańców.
- 1999 – „Biblioteka Publiczna Gminy Nowe Miasto nad Wartą: informator. wydany z okazji 50-lecia biblioteki”.
- 1999 – „Nowe Miasto nad Wartą i okolice w rysunkach Władysława Kościelniaka”, zawiera 16 grafik.
- 1990 – „Gmina Nowe Miasto nad Wartą w rysunkach Władysława Kościelniaka”, zawiera 12 rysunków zabytków architektury.

Źródło: Biblioteka Publiczna Gminy Nowe Miasto nad Wartą.